# Alopecurus albovii
Alopecurus albovii är en gräsart som beskrevs av Nikolai Nikolaievich Tzvelev. Alopecurus albovii ingår i släktet kavlen, och familjen gräs. Inga underarter finns listade i Catalogue of Life.